# Parque Nacional Colinas de Margalla
O Parque Nacional Colinas de Margalla (em urdu: مارگلہ ہل نیشنل پارک) está localizado no norte do Paquistão, no sopé dos Himalaias e tem status de Parque Nacional desde 1980. É um território de aproximadamente 17 387 hectares na área.
O parque nacional de Colinas de Margalla compreende a Serra de Margalla (12.605 hectares), o lago Rawal e o complexo cultural e esportivo de Shakarpar. As colinas estão localizadas entre uma altura de 685 metros na extremidade ocidental e 1 604 metros a leste.